# Gaspar Mercader
Gaspar Mercader i Carròs (Valencia, 1568-8 de agosto de 1631) fue el I conde de Buñol y escritor.

## Biografía
Hijo de Gaspar Mercader y Moncada, señor de Buñol, y de Laudomia Carròs, a los quince años contrajo matrimonio con Hipólita Centelles. El 26 de junio de 1587 fue nombrado familiar del tribunal del Santo Oficio y muy joven se dio a conocer en torneos en su ciudad, el rey Felipe III creó el condado de Buñol para Gaspar Mercader en 1603. Francisco Agustín Tárrega, en su comedia llamada El Prado de Valencia (1608) describe ya su participación en una fiesta de 1587:Don Gaspar Mercader a maravilla /…/ entró primero su cuadrilla… acompañado de sus hijos Gaspar y Baltasar….
Gaspar Mercader, bajo el seudónimo de «Relámpago», fue presidente suplente, en ausencia de Bernardo Catalá de Valeriola, de la famosa Academia de los Nocturnos de Valencia (1591-1594). Durante este paréntesis (13, 20, y 27 de octubre y 3 de noviembre) las reuniones se celebraron en su palacio. Desde entonces participó en diversos certámenes y academias, y fue autor de poesías, de relatos de fiestas y de una novela pastorial, El Prado de Valencia (1600), que trata en clave las bodas del duque de Gandía y donde se incluyen gran cantidad de poemas suyos y de sus colegas (Guillén de Castro, Andrés Rey de Artieda, Gaspar Aguilar) entresacados de funciones literarias anteriores.
Fue nombrado procurador por el brazo militar en las Corts en 1604 y en la sesión del 14 de enero sus compañeros le designaron para formar parte de la comisión de los «doce tractados». También participó en las reuniones de los tres estamentos realizadas en 1607. Poseía un poder económico muy notable, pero éste se vio resentido con el golpe de la expulsión de los moriscos en 1609, ya que la mayoría de los pobladores de su feudo, situado en la Hoya de Buñol, pertenecían a esta etnia. Enfermo de gota, hubo de recogerse y abandonar las reuniones festivas y literarias en las que destacó. Al certamen de 1622 había de ejercer como juez en la Concepción de María, pero no pudo asistir a causa de su enfermedad. A su muerte en 1631, el cadáver fue trasladado a Buñol para ser enterrado en la capilla de San Salvador de la iglesia del Castillo.

## Obras
- El Prado de Valencia, Valencia, Pedro Patricio Mey, 1600 (contiene poemas en certámenes literarios: Tomar vengança de muger, arguye, Algunas damas famosas y Es el bivir de hombre una espiriencia,  págs. 56-58, 79-81 y 96-127) (ed. De H. Merimée, Toulouse, Privat, 1907)
- Muchas fiestas y alegrías, La inocencia de Abel jamás pecando, Vincente santo tus milagros muestra, Por ser hoy el mejor día, Sant Blas cura del mal de garganta, Daros quiero el parabién en Francisco Tárrega, Relación de las fiestas que el Arçobispo y Cabildo de Valencia hicieron en la traslación de la Reliquia del glorioso S. Vincente Ferrer, Valencia, 1600, pág. 23-31, 61, 89-92, 131-138, 189-190 y 279-281
- Vincente santo tus milagros muestra en Bernardo Catalá de Valeriola, Justas Poéticas, Valencia, 1602, pág. 224-225
- Frontero de las paredes, En las riberas del Turia y La palma ingrata que su dueño engaña en Vicente Gómez, Relación de las famosas fiestas que hizo la ciudad de Valencia a la canonización del bienaventurado S. Raymundo de Peñafort, Valencia, Juan Crisóstomo Gárriz, 1602, pág. 210-214 y 253-254
- Ya que el orgullo y la sobervia humillas, en Gaspar Aguilar, Fiestas... por la beatificación del santo fray Luys Bertrán. Junto con la Comedia que se representó de su vida y muerte, y el Certamen Poético que se tuvo en el Convento de Predicadores, Valencia, Pedro Patricio Mey, 1608  *Soneto, en Gaspar Aguilar, Expulsión de los moriscos de España, Valencia, 1610
- Estupendo pastor, el gran vicario en J. Martínez de la Vega, Solenes y grandiosas fiestas que la noble i leal siudad de Valencia a echo por la beatificación de su santo pastor i padre D. Tomás de Villanueva, Valencia, Felipe Mey, 1620, pág. 481-483
- Escritos en la Academia de los Nocturnos, sesiones 23, 24-32, 37-39, 41, 43-45, 49, 51, 61-68, 70-74, 76-78, 80, 82 y 83 (Biblioteca Nacional de España, mss. 32-34).